# Artabotrys hildebrandtii
Artabotrys hildebrandtii O.Hoffm. – gatunek rośliny z rodziny flaszowcowatych (Annonaceae Juss.). Występuje endemicznie na Madagaskarze. 

## Morfologia
PokrójZimozielone i zdrewniałe liany dorastające do 2–20 m wysokości. Gałęzie mają brązowoczerwonawą barwę.
LiścieMają podłużny kształt. Mierzą 5–12 cm długości oraz 2–5 cm szerokości. Są prawie skórzaste. Nasada liścia jest rozwarta. Wierzchołek jest spiczasty. Ogonek liściowy jest nagi i dorasta do 3 mm długości.
KwiatySą pojedyncze lub zebrane w parach. Działki kielicha mają trójkątny kształt i dorastają do 3 mm długości. Płatki mają owalny kształt, są omszone, osiągają do 17 mm długości. Kwiaty mają 11–20 owłosionych słupków.

## Biologia i ekologia
Rośnie w lasach.